# Alana Blanchard
Alana Rene Blanchard (Kauai, 5 de marzo de 1990) es una surfista profesional y modelo estadounidense. Blanchard ha surfeado en el ASP World Tour, aunque ella ha indicado que puede que se tome un descanso de competir en el surf en 2015. Blanchard también diseña y hace de modelo para bañadores de Rip Curl, particularmente una línea de trajes de neopreno específicamente para surfear.
Alana es hija de Holt Blanchard. Tanto Alana como su padre son amigos de la surfista Bethany Hamilton, y estuvo presente cuando Hamilton fue atacada por un tiburón que le arrancó un brazo. Blanchard fue interpretada por la actriz Lorraine Nicholson en la película de 2011 Soul Surfer.

## Carrera
Blanchard quedó en primer puesto en el campeonato de 2005 T&C Women's Pipeline. También ha ganado los siguientes campeonatos: 
- Campeonatos Women's Pipeline, Hawái
- Festival Junior Pro Rip Curl Girls, España
- Haleiwa Roxy Pro Pruebas, Hawái
- Billabong Pro Pre Pruebas en Hookipa, Maui
- Serie Volcom Pufferfish Surf en Pinetrees, Kauai.[8]